# Corynoptera globiformis
Corynoptera globiformis är en tvåvingeart som först beskrevs av Frey 1945.  Corynoptera globiformis ingår i släktet Corynoptera och familjen sorgmyggor.
Artens utbredningsområde är Portugal. Arten är reproducerande i Sverige. Inga underarter finns listade i Catalogue of Life.